# Боровка, Ульрих
У́льрих «У́ли» Э́рнст Боро́вка (нем. Ulrich „Uli“ Ernst Borowka; род. 19 мая 1962, Менден, Северный Рейн-Вестфалия) — немецкий футболист, выступавший на позиции защитника, и тренер.

## Карьера
В Бундеслиге Боровка провёл 388 игр и забил 19 голов, выступая за мёнхенгладбахскую «Боруссию» и «Вердер». Вместе с бременским клубом он дважды выигрывал чемпионат и кубок Германии, а также стал обладателем Кубка обладателей кубков. В 1997 году Боровка перешёл в польский «Видзев», однако сыграл за полгода всего в восьми матчах. В 1998 году он закончил профессиональную карьеру.
За сборную Германии Боровка провёл шесть матчей, и четыре из них пришлись на чемпионат Европы 1988 года.
В качестве главного тренера Боровка работал в «Обернойланде», «Берлинер АК 07» и «Тюркиемспоре».

## Личная жизнь
Боровка живёт в Берлине и дважды женат. Имеет троих детей: двое от первого брака и один от второго брака. Вместе с бременской панк-группой Dimple Minds Боровка записал сингл под названием Barfuß oder Lackschuh.

## Достижения
- Чемпион Германии (2): 1987/88, 1992/93
- Обладатель Кубка Германии (2): 1990/91, 1993/94
- Обладатель Кубка обладателей кубков (1): 1991/92
- Чемпион Польши (1): 1996/97